# Austria ai XXI Giochi olimpici invernali
L'Austria ha partecipato ai XXI Giochi olimpici invernali di Vancouver, che si sono svolti dal 12 al 28 febbraio 2010, con una delegazione di 80 atleti.

## Medaglie

### Medagliere per discipline
| Sport             | Oro | Argento | Bronzo | Totale |
| ----------------- | --- | ------- | ------ | ------ |
| Sci alpino        | 1   | 1       | 2      | 4      |
| Slittino          | 1   | 1       | 0      | 2      |
| Salto con gli sci | 1   | 0       | 2      | 3      |
| Combinata nordica | 1   | 0       | 1      | 2      |
| Biathlon          | 0   | 2       | 0      | 2      |
| Snowboard         | 0   | 1       | 1      | 2      |
| Freestyle         | 0   | 1       | 0      | 1      |
| Totale            | 4   | 6       | 6      | 16     |

### Medaglie d'oro
| Medaglia | Nome                                                                    | Sport             | Evento                 |
| -------- | ----------------------------------------------------------------------- | ----------------- | ---------------------- |
| Oro      | Bernhard Gruber David Kreiner Felix Gottwald Mario Stecher              | Combinata nordica | Gara a squadre LH      |
| Oro      | Wolfgang Loitzl Andreas Kofler Thomas Morgenstern Gregor Schlierenzauer | Salto con gli sci | Gara a squadre LH      |
| Oro      | Andrea Fischbacher                                                      | Sci alpino        | Supergigante femminile |
| Oro      | Andreas Linger, Wolfgang Linger                                         | Slittino          | Doppio                 |

### Medaglie d'argento
| Medaglia | Nome                                                               | Sport      | Evento                        |
| -------- | ------------------------------------------------------------------ | ---------- | ----------------------------- |
| Argento  | Christoph Sumann                                                   | Biathlon   | 12,5 km inseguimento maschile |
| Argento  | Simon Eder Daniel Mesotitsch Dominik Landertinger Christoph Sumann | Biathlon   | Staffetta 4x7,5 km maschile   |
| Argento  | Andreas Matt                                                       | Freestyle  | Ski cross maschile            |
| Argento  | Marlies Schild                                                     | Sci alpino | Slalom speciale femminile     |
| Argento  | Nina Reithmayer                                                    | Slittino   | Singolo femminile             |
| Argento  | Benjamin Karl                                                      | Snowboard  | Gigante parallelo maschile    |

### Medaglie di bronzo
| Medaglia | Nome                  | Sport             | Evento                                            |
| -------- | --------------------- | ----------------- | ------------------------------------------------- |
| Bronzo   | Bernhard Gruber       | Combinata nordica | Individuale dal trampolino lungo + 10 km di fondo |
| Bronzo   | Gregor Schlierenzauer | Salto con gli sci | Individuale NH                                    |
| Bronzo   | Gregor Schlierenzauer | Salto con gli sci | Individuale LH                                    |
| Bronzo   | Elisabeth Görgl       | Sci alpino        | Discesa libera femminile                          |
| Bronzo   | Elisabeth Görgl       | Sci alpino        | Slalom gigante femminile                          |
| Bronzo   | Marion Kreiner        | Snowboard         | Gigante parallelo femminile                       |

## Biathlon
| Gara                    | Atleta                                                             | Penalità    | Tempo d'arrivo | Posizione |
| ----------------------- | ------------------------------------------------------------------ | ----------- | -------------- | --------- |
| 10 km sprint            | Simon Eder                                                         | 0 (0+0)     | 25'32"2        | 11        |
| 10 km sprint            | Dominik Landertinger                                               | 4 (2+2)     | 26'23"7        | 34        |
| 10 km sprint            | Daniel Mesotitsch                                                  | 2 (1+1)     | 26'45"3        | 45        |
| 10 km sprint            | Christoph Sumann                                                   | 2 (2+0)     | 25'32"7        | 12        |
| 12,5 km inseguimento    | Simon Eder                                                         | 3 (0+0+2+1) | 34'09"4        | 4         |
| 12,5 km inseguimento    | Dominik Landertinger                                               | 3 (1+0+1+1) | 35'06"7        | 14        |
| 12,5 km inseguimento    | Daniel Mesotitsch                                                  | 4 (0+0+3+1) | 36'56"0        | 41        |
| 12,5 km inseguimento    | Christoph Sumann                                                   | 2 (0+0+1+1) | 33'54"9        |           |
| 15 km partenza in linea | Simon Eder                                                         | 4 (0+0+2+2) | 37'29"7        | 25        |
| 15 km partenza in linea | Dominik Landertinger                                               | 4 (1+0+1+2) | 36'09"7        | 7         |
| 15 km partenza in linea | Daniel Mesotitsch                                                  | 3 (0+1+0+2) | 36'05"9        | 5         |
| 15 km partenza in linea | Christoph Sumann                                                   | 1 (0+1+0+0) | 36'01"6        | 4         |
| 20 km individuale       | Simon Eder                                                         | 2 (1+1+0+0) | 49'41"7        | 6         |
| 20 km individuale       | Dominik Landertinger                                               | 4 (0+2+1+1) | 52'00"8        | 23        |
| 20 km individuale       | Daniel Mesotitsch                                                  | 2 (0+1+0+1) | 50'32"0        | 9         |
| 20 km individuale       | Christoph Sumann                                                   | 3 (0+2+0+1) | 50'04"9        | 8         |
| Staffetta 4x7,5 km      | Simon Eder Daniel Mesotitsch Dominik Landertinger Christoph Sumann | 1+6 0+2     | 1h 22'16"7     |           |

Tobias Eberhard e Friedrich Pinter facevano parte della squadra ma non hanno preso parte alle gare.

## Bob
| Gara                   | Equipaggio                                                          | Manche 1     | Manche 2    | Manche 3 | Manche 4 | Totale  | Posizione |
| ---------------------- | ------------------------------------------------------------------- | ------------ | ----------- | -------- | -------- | ------- | --------- |
| Bob a due maschile     | Wolfgang Stampfer Juergen Mayer                                     | squalificati |             |          |          |         | -         |
| Bob a due maschile     | Jürgen Loacker Christian Hackl                                      | 52"55        | 52"86       | 52"73    | 52"64    | 3'30"78 | 18        |
| Bob a quattro maschile | Wolfgang Stampfer Christian Hackl Juergen Mayer Johannes Wipplinger | 53"64        | non partiti |          |          |         | -         |

## Combinata nordica
| Gara           | Atleta                                                     | Salto  | Salto | Salto | Fondo   | Fondo            | Posizione |
| Gara           | Atleta                                                     | Lungh. | Punti | Pos.  | Tempo   | Tempo + distacco | Posizione |
| -------------- | ---------------------------------------------------------- | ------ | ----- | ----- | ------- | ---------------- | --------- |
| NH + 10 km     | Christoph Bieler                                           | 100,5  | 125,0 | 3     | 26'32"0 | 27'14"0          | 25        |
| NH + 10 km     | Felix Gottwald                                             | 91,0   | 102,5 | 41    | 24'20"2 | 26'32"2          | 14        |
| NH + 10 km     | David Kreiner                                              | 97,5   | 117,5 | 20    | 25'24"5 | 26'36"5          | 15        |
| NH + 10 km     | Mario Stecher                                              | 99,5   | 122,5 | 7     | 25'08"7 | 26'00"7          | 5         |
| LH + 10 km     | Christoph Bieler                                           | 127,5  | 116,8 | 4     | 25'40"7 | 26'21"7          | 10        |
| LH + 10 km     | Felix Gottwald                                             | 105,5  | 78,8  | 40    | 24'29"4 | 27'42"4          | 17        |
| LH + 10 km     | Bernhard Gruber                                            | 134,0  | 127,0 | 1     | 25'43"7 | 25'43"7          |           |
| LH + 10 km     | Mario Stecher                                              | 123,5  | 109,8 | 10    | 25'12"1 | 26'21"1          | 8         |
| Gara a squadre | Bernhard Gruber Felix Gottwald Mario Stecher David Kreiner | -      | 479,9 | 3     | 49'31"6 | 50'07"6          |           |

## Freestyle
| Gara            | Atleta            | Qualificazioni | Qualificazioni | Qualificazioni | Qualificazioni | Qualificazioni | Finale | Finale | Finale | Finale | Finale    |
| Gara            | Atleta            | Curve          | Salti          | Tempo          | Totale         | Posizione      | Curve  | Salti  | Tempo  | Totale | Posizione |
| --------------- | ----------------- | -------------- | -------------- | -------------- | -------------- | -------------- | ------ | ------ | ------ | ------ | --------- |
| Gobbe femminile | Margarita Marbler | 13,0           | 4,56           | 6,21           | 23,77          | 8              | 13,0   | 4,32   | 6,37   | 23,69  | 6         |

| Gara                | Atleta           | Qualificazioni | Qualificazioni | Ottavi | Quarti | Semifinali | Finale |
| ------------------- | ---------------- | -------------- | -------------- | ------ | ------ | ---------- | ------ |
| Ski cross maschile  | Patrick Koller   | 1'15"22        | 28             | 4      |        |            |        |
| Ski cross maschile  | Andreas Matt     | 1'13"13        | 4              | 2      | 2      | 2          |        |
| Ski cross maschile  | Markus Wittner   | 1'15"91        | 30             | 2      | 4      |            |        |
| Ski cross maschile  | Thomas Zangerl   | 1'13"44        | 6              | 2      |        |            |        |
| Ski cross femminile | Katrin Gutensohn | 1'21"26        | 25             | 3      |        |            |        |
| Ski cross femminile | Karin Huttary    | 1'18"84        | 8              | 1      | 1      | 1          | 4      |
| Ski cross femminile | Andrea Limbacher | 1'20"86        | 23             | 4      |        |            |        |
| Ski cross femminile | Katrin Ofner     | 1'20"61        | 22             | 3      |        |            |        |

## Pattinaggio di figura
| Gara                  | Atleta         | Breve/Originale | Breve/Originale | Libero          | Libero          | Totale | Totale |
| Gara                  | Atleta         | Punti           | Pos.            | Punti           | Pos.            | Punti  | Pos.   |
| --------------------- | -------------- | --------------- | --------------- | --------------- | --------------- | ------ | ------ |
| Individuale maschile  | Viktor Pfeifer | 60,88           | 23              | 115,05          | 20              | 175,93 | 21     |
| Individuale femminile | Miriam Ziegler | 43,84           | 26              | non qualificata | non qualificata | 43,84  | 26     |

## Pattinaggio di velocità
| Gara   | Atleta      | Tempo   | Posizione |
| ------ | ----------- | ------- | --------- |
| 1500 m | Anna Rokita | 2'02"67 | 28        |
| 3000 m | Anna Rokita | 4'16"42 | 16        |

## Salto con gli sci
| Gara               | Atleta                                                                  | Qualificazioni         | Qualificazioni         | Qualificazioni         | Finale          | Finale         | Finale          | Finale         | Finale       | Posizione |
| Gara               | Atleta                                                                  | Lunghezza              | Punti                  | Pos.                   | Lungh. 1° salto | Punti 1° salto | Lungh. 2° salto | Punti 2° salto | Punti totali | Posizione |
| ------------------ | ----------------------------------------------------------------------- | ---------------------- | ---------------------- | ---------------------- | --------------- | -------------- | --------------- | -------------- | ------------ | --------- |
| Trampolino normale | Andreas Kofler                                                          | qualificato di diritto | qualificato di diritto | qualificato di diritto | 98,0            | 121,0          | 98,5            | 120,5          | 241,5        | 19        |
| Trampolino normale | Wolfgang Loitzl                                                         | qualificato di diritto | qualificato di diritto | qualificato di diritto | 100,0           | 124,5          | 102,5           | 130,5          | 255,0        | 11        |
| Trampolino normale | Thomas Morgenstern                                                      | qualificato di diritto | qualificato di diritto | qualificato di diritto | 102,0           | 130,0          | 101,5           | 128,5          | 258,5        | 8         |
| Trampolino normale | Gregor Schlierenzauer                                                   | qualificato di diritto | qualificato di diritto | qualificato di diritto | 101,5           | 128,0          | 106,5           | 140,0          | 268,0        |           |
| Trampolino lungo   | Andreas Kofler                                                          | qualificato di diritto | qualificato di diritto | qualificato di diritto | 131,5           | 127,2          | 135,0           | 134,0          | 261,2        | 4         |
| Trampolino lungo   | Wolfgang Loitzl                                                         | qualificato di diritto | qualificato di diritto | qualificato di diritto | 129,5           | 124,1          | 121,5           | 106,2          | 230,3        | 10        |
| Trampolino lungo   | Thomas Morgenstern                                                      | qualificato di diritto | qualificato di diritto | qualificato di diritto | 129,5           | 123,6          | 129,5           | 123,1          | 246,7        | 5         |
| Trampolino lungo   | Gregor Schlierenzauer                                                   | qualificato di diritto | qualificato di diritto | qualificato di diritto | 130,5           | 125,4          | 136,0           | 136,8          | 262,2        |           |
| Gara a squadre     | Wolfgang Loitzl Andreas Kofler Thomas Morgenstern Gregor Schlierenzauer |                        |                        |                        | -               | 547,3          | -               | 560,6          | 1107,9       |           |

## Sci alpino
| Gara           | Atleta              | 1° manche  | 2° manche   | Tempo totale | Posizione |
| -------------- | ------------------- | ---------- | ----------- | ------------ | --------- |
| Slalom         | Reinfried Herbst    | 49"23      | 51"55       | 1'40"78      | 10        |
| Slalom         | Marcel Hirscher     | 48"92      | 51"28       | 1'40"20      | 5         |
| Slalom         | Manfred Pranger     | non finito |             |              |           |
| Slalom         | Benjamin Raich      | 48"33      | 51"48       | 1'39"81      | 4         |
| Gigante        | Romed Baumann       | 1'17"29    | 1'21"51     | 2'38"80      | 5         |
| Gigante        | Marcel Hirscher     | 1'17"48    | 1'21"04     | 2'38"52      | 4         |
| Gigante        | Benjamin Raich      | 1'17"66    | 1'21"17     | 2'38"83      | 6         |
| Gigante        | Philipp Schörghofer | 1'18"37    | 1'21"00     | 2'39"37      | 12        |
| Super-g        | Benjamin Raich      | 1'31"35    | 1'31"35     | 1'31"35      | 14        |
| Super-g        | Mario Scheiber      | 1'31"93    | 1'31"93     | 1'31"93      | 20        |
| Super-g        | Georg Streitberger  | 1'31"49    | 1'31"49     | 1'31"49      | 17        |
| Super-g        | Michael Walchhofer  | 1'32"00    | 1'32"00     | 1'32"00      | 21        |
| Discesa        | Hans Grugger        | 1'55"81    | 1'55"81     | 1'55"81      | 22        |
| Discesa        | Klaus Kröll         | 1'54"87    | 1'54"87     | 1'54"87      | 9         |
| Discesa        | Mario Scheiber      | 1'54"52    | 1'54"52     | 1'54"52      | 4         |
| Discesa        | Michael Walchhofer  | 1'54"88    | 1'54"88     | 1'54"88      | 10        |
| Supercombinata | Romed Baumann       | non finito |             |              |           |
| Supercombinata | Benjamin Raich      | 1'54"70    | 51"43       | 2'46"13      | 6         |
| Supercombinata | Georg Streitberger  | 1'55"55    | non partito |              |           |

| Gara           | Atleta               | 1° manche  | 2° manche  | Tempo totale | Posizione  |
| -------------- | -------------------- | ---------- | ---------- | ------------ | ---------- |
| Slalom         | Elisabeth Görgl      | 53"01      | 51"96      | 1'44"97      | 7          |
| Slalom         | Michaela Kirchgasser | 52"31      | non finito |              |            |
| Slalom         | Marlies Schild       | 51"40      | 51"92      | 1'43"32      |            |
| Slalom         | Kathrin Zettel       | 52"59      | 53"00      | 1'45"59      | 13         |
| Gigante        | Eva-Maria Brem       | 1'15"38    | 1'12"24    | 2'27"62      | 7          |
| Gigante        | Elisabeth Görgl      | 1'15"12    | 1'12"13    | 2'27"51      |            |
| Gigante        | Michaela Kirchgasser | 1'16"26    | 1'12"14    | 2'28"40      | 15         |
| Gigante        | Kathrin Zettel       | 1'15"28    | 1'12"25    | 2'27"53      | 5          |
| Super-g        | Anna Fenninger       | 1'22"30    | 1'22"30    | 1'22"30      | 16         |
| Super-g        | Andrea Fischbacher   | 1'20"14    | 1'20"14    | 1'20"14      |            |
| Super-g        | Elisabeth Görgl      | 1'21"14    | 1'21"14    | 1'21"14      | 5          |
| Super-g        | Nicole Schmidhofer   | non finito | non finito | non finito   | non finito |
| Discesa        | Anna Fenninger       | 1'49"95    | 1'49"95    | 1'49"95      | 25         |
| Discesa        | Andrea Fischbacher   | 1'45"68    | 1'45"68    | 1'45"68      | 4          |
| Discesa        | Elisabeth Görgl      | 1'45"65    | 1'45"65    | 1'45"65      |            |
| Discesa        | Regina Mader         | 1'47"53    | 1'47"53    | 1'47"53      | 14         |
| Supercombinata | Anna Fenninger       | 1'27"19    | 46"08      | 2'13"27      | 16         |
| Supercombinata | Elisabeth Görgl      | 1'25"60    | 47"98      | 2'13"58      | 18         |
| Supercombinata | Michaela Kirchgasser | 1'27"09    | 44"26      | 2'11"35      | 9          |
| Supercombinata | Kathrin Zettel       | 1'26"01    | 44"49      | 2'10"50      | 4          |

## Sci di fondo
| Gara                    | Atleta          | Tempo d'arrivo | Posizione |
| ----------------------- | --------------- | -------------- | --------- |
| 15 km inseguimento      | Katerina Smutna | 42'50"3        | 29        |
| 30 km partenza in linea | Katerina Smutna | 1h 37'51"3     | 33        |

| Gara        | Atleta          | Qualificazioni | Qualificazioni | Quarti di finale | Quarti di finale | Semifinali | Semifinali | Finale | Finale    |
| Gara        | Atleta          | Tempo          | Pos.           | Tempo            | Pos.             | Tempo      | Pos.       | Tempo  | Posizione |
| ----------- | --------------- | -------------- | -------------- | ---------------- | ---------------- | ---------- | ---------- | ------ | --------- |
| Individuale | Katerina Smutna | 3'45"03        | 12             | 3'40"5           | 2                | 3'45"1     | 6          |        |           |

## Short track
| Gara   | Atleta            | Batterie | Batterie | Quarti di finale | Quarti di finale | Semifinali | Semifinali | Finale | Finale |
| Gara   | Atleta            | Tempo    | Pos.     | Tempo            | Pos.             | Tempo      | Pos.       | Tempo  | Pos.   |
| ------ | ----------------- | -------- | -------- | ---------------- | ---------------- | ---------- | ---------- | ------ | ------ |
| 1000 m | Veronika Windisch | 1'32"775 | 3        |                  |                  |            |            |        |        |
| 1500 m | Veronika Windisch |          |          | 2'24"440         | 5                |            |            |        |        |

## Skeleton
| Gara             | Atleta                | Manche 1 | Manche 2 | Manche 3 | Manche 4 | Totale  | Posizione |
| ---------------- | --------------------- | -------- | -------- | -------- | -------- | ------- | --------- |
| Singolo maschile | Matthias Guggenberger | 52"75    | 53"02    | 53"03    | 53"01    | 3'31"81 | 8         |

## Slittino
| ! Gara            | Atleta                         | Manche 1 | Manche 2 | Manche 3 | Manche 4 | Totale   | Posizione |
| ----------------- | ------------------------------ | -------- | -------- | -------- | -------- | -------- | --------- |
| Singolo femminile | Veronika Halder                | 42"015   | 41"881   | 42"078   | 42"143   | 2'48"117 | 12        |
| Singolo femminile | Nina Reithmayer                | 41"728   | 41"563   | 41"884   | 41"839   | 2'47"014 |           |
| Singolo maschile  | Wolfgang Kindl                 | 48"707   | 48"755   | 49"080   | 48"553   | 3'15"525 | 9         |
| Singolo maschile  | Daniel Pfister                 | 48"583   | 48"707   | 48"883   | 48"553   | 3'14"726 | 6         |
| Singolo maschile  | Manuel Pfister                 | 48"677   | 48"835   | 49"064   | 48"693   | 3'15"269 | 10        |
| Doppio            | Andreas Linger Wolfgang Linger | 41"332   | 41"332   | 41"373   | 41"373   | 1'22"705 |           |
| Doppio            | Markus Schiegl Tobias Schiegl  | 41"727   | 41"727   | 41"801   | 41"801   | 1'23"528 | 8         |

## Snowboard
| Gara                        | Atleta            | Qualificazioni | Qualificazioni | Ottavi           | Ottavi | Quarti        | Quarti | Semifinale   | Semifinale | Finale      | Finale |
| --------------------------- | ----------------- | -------------- | -------------- | ---------------- | ------ | ------------- | ------ | ------------ | ---------- | ----------- | ------ |
| Gigante parallelo maschile  | Siegfried Grabner | DNF            | -              |                  |        |               |        |              |            |             |        |
| Gigante parallelo maschile  | Benjamin Karl     | 1'17"45        | 4              | B. Karl          |        | B. Karl       |        | B. Karl      |            | B. Karl     | +0"35  |
| Gigante parallelo maschile  | Benjamin Karl     | 1'17"45        | 4              | A. March         | +2"27  | Z. Kosir      | DSQ    | M. Bozzetto  | +3"70      | J. Anderson |        |
| Gigante parallelo maschile  | Andreas Promegger | 1'16"49        | 1              | A. Promegger     | DSQ    |               |        |              |            |             |        |
| Gigante parallelo maschile  | Andreas Promegger | 1'16"49        | 1              | C. Klug          |        |               |        |              |            |             |        |
| Gigante parallelo maschile  | Ingemar Walder    | squalificato   | 29             |                  |        |               |        |              |            |             |        |
| Gigante parallelo femminile | Doris Gunther     | 1'23"20        | 3              | D. Guenther      | +0"41  |               |        |              |            |             |        |
| Gigante parallelo femminile | Doris Gunther     | 1'23"20        | 3              | S. Jörg          |        |               |        |              |            |             |        |
| Gigante parallelo femminile | Marion Kreiner    | 1'22"52        | 1              | M. Kreiner       |        | M. Kreiner    |        | M. Kreiner   |            | M. Kreiner  | [ 4 ]  |
| Gigante parallelo femminile | Marion Kreiner    | 1'22"52        | 1              | A. Chundak       | +2"29  | A. Karstens   | +8"34  | Y. Ilyukhina | +0"14      | S. Jörg     | +2"29  |
| Gigante parallelo femminile | Ina Meschik       | 1'24"51        | 11             | I. Meschik       |        | I. Meschik    | +0"08  |              |            |             | 6      |
| Gigante parallelo femminile | Ina Meschik       | 1'24"51        | 11             | C. De Faucompret | +4"88  | S. Jörg       |        |              |            |             | 6      |
| Gigante parallelo femminile | Claudia Riegler   | 1'23"74        | 7              | C. Riegler       |        | C. Riegler    |        |              |            |             | 7      |
| Gigante parallelo femminile | Claudia Riegler   | 1'23"74        | 7              | T. Takeuchi      | +12"68 | N. Sauerbreij | +0"30  |              |            |             | 7      |

| Gara                      | Atleta          | Qualificazioni | Qualificazioni | Ottavi | Quarti | Semifinali | Finale |
| ------------------------- | --------------- | -------------- | -------------- | ------ | ------ | ---------- | ------ |
| Snowboard cross maschile  | Mario Fuchs     | 1'21"53        | 5              | 2      | 1      | 4          | 7      |
| Snowboard cross maschile  | Lukas Gruner    | 1'22"04        | 12             | 1      | 2      | 3          | 6      |
| Snowboard cross maschile  | Markus Schairer | 1'23"33        | 21             | 3      |        |            |        |
| Snowboard cross femminile | Doresia Krings  | 1'28"98        | 10             |        | 3      |            |        |
| Snowboard cross femminile | Maria Ramberger | 1'33"08        | 16             |        | 4      |            |        |
| Snowboard cross femminile | Manuela Riegler | DNS            | -              |        |        |            |        |